# 东安堡古城
东安堡古城，位于中国甘肃省民勤县，为一个省级文物保护单位，类型为古遗址。
东安堡古城的历史年代为西夏。